# Klementinská hvězdárna
Klementinská hvězdárna, založená v roce 1751, byla až do roku 1928 nejvýznamnější hvězdárnou v českých zemích. Od počátku se zde prováděla nejen astronomická, ale i meteorologická pozorování. Astronomická věž Klementina, kde sídlila, přestala být využívána k astronomickým potřebám v roce 1939.

## Historie
Astronomická observatoř byla v Klementinu zřízena v roce 1751 z iniciativy jezuitského profesora fyziky a matematiky Josepha Steplinga, který se stal jejím prvním ředitelem. Byla umístěna do věže, která původně sloužila jako vyhlídková - byla pojmenována Matematická věž, později se pro ni vžil název Astronomická věž.  Po zrušení jezuitského řádu v roce 1773 se hvězdárna stala rakouským státním ústavem; měla však úzkou vazbu na univerzitu, jejími řediteli byli obvykle jmenováni profesoři Karlo-Ferdinandovy univerzity. Kromě astronomických a geomagnetických pozorování a bádání se v rámci klementinské hvězdárny sledovaly také meteorologické jevy - byla zde meteorologická stanice.  
Hvězdárna byla známa pod názvem Observatorium regium Pragense nebo Königliche Prager Sternwarte. Po rozdělení univerzity na českou a německou část v roce 1882 byla privilegia hvězdárny ze strany Německé univerzity omezována. Místodržitelským výnosem z roku 1897 však bylo potvrzeno, že nejde o ústav německý (ani český), ale ústav říšský (k. k. Sternwarte). O své činnosti hvězdárna publikovala zprávy Astronomische Beobachtungen an der K. K. Sternwarte zu Prag.
V listopadu 1918 převzala hvězdárnu Československá republika - byla vytvořena Státní hvězdárna Československá. V roce 1928 věnoval Josef Jan Frič státu svou hvězdárnu v Ondřejově a většina pozorování se přesunula tam, ale klementinská hvězdárna zůstala součástí Státní hvězdárny a fungovala až do roku 1939. (Za okupace byli astronomové vystěhováni do Budečské ulice na Vinohradech. V roce 1950 byl ze Státní hvězdárny vytvořen Ústřední ústav astronomický.) 
Od roku 1842 poskytovala hvězdárna Pražanům pravidelné polední znamení mávnutím praporu z ochozu Astronomické věže. Od roku 1891 po mávnutí následoval výstřel z děla z bašty sv. Máří Magdalény na Pražském hradě. V této podobě byla časová služba provozována až do roku 1928, i když již od roku 1926 dodávala hvězdárna časový signál Radiožurnálu telegraficky.

## Ředitelé klementinské hvězdárny
Ředitelé hvězdárny byli většinou významnými osobnostmi a po mnoha z nich byly pojmenovány planetky, po dvou též krátery na Měsíci.
|     | Ředitel                      | v období  | Planetka, kráter              | Planetku objevil                  | Kdy                | Kde                    |
| --- | ---------------------------- | --------- | ----------------------------- | --------------------------------- | ------------------ | ---------------------- |
| 1.  | Joseph Stepling              | 1751–1777 | (6540) Stepling               | Antonín Mrkos                     | 16. září 1982      | Kleť                   |
| 2.  | Francisco Zeno               | 1777–1781 | (7115) Franciscuszeno         | Antonín Mrkos                     | 29. listopadu 1986 | Kleť                   |
| 3.  | Antonín Strnad               | 1781–1799 | (6281) Strnad                 | Antonín Mrkos                     | 16. září 1980      | Kleť                   |
| 4.  | Alois Martin David           | 1799–1836 | (6385) Martindavid            | Antonín Mrkos                     | 5. března 1989     | Kleť                   |
| 5.  | Adam Bittner                 | 1837–1844 | (6596) Bittner                | Antonín Mrkos                     | 15. listopadu 1987 | Kleť                   |
| 6.  | Karl Kreil                   | 1845–1851 | (6597) Kreil                  | Antonín Mrkos                     | 9. ledna 1988      | Kleť                   |
| 7.  | Josef Georg Böhm             | 1852–1868 | (7578) Georgböhm              | E. W. Elst                        | 22. září 1990      | La Silla               |
| 8.  | Karel Hornstein              | 1868–1882 | (6712) Hornstein              | Antonín Mrkos                     | 23. února 1990     | Kleť                   |
| 9.  | Ladislav Weinek              | 1883–1913 | (7114) Weinek Weinek (kráter) | Antonín Mrkos                     | 29. listopadu 1986 | Kleť                   |
| 10. | Arthur Scheller, zastupující | 1913–1917 |                               |                                   |                    |                        |
| 11. | Adalbert Prey                | 1917–1918 | (6157) Prey                   | Lutz D. Schmadel; Freimut Börngen | 9. září 1991       | Tautenburg (hvězdárna) |
| 12. | František Nušl               | 1918–1937 | (3424) Nušl Nušl (kráter)     | Ladislav Brožek                   | 14. února 1982     | Kleť                   |
| 13. | Vincenc Nechvíle, správce    | 1942–1945 |                               |                                   |                    |                        |
| 14. | Otto Seydl, správce          | 1937–1948 |                               |                                   |                    |                        |